# Chantal Lamarre
Pour les articles homonymes, voir Lamarre.
Chantal Lamarre, née le 3 janvier 1963, est une actrice, chroniqueuse, animatrice, écrivaine et metteure en scène québécoise. 

## Biographie
Chantal Lamarre a obtenu son baccalauréat en art dramatique à l'Université du Québec à Montréal en 1984. Ses expériences de carrière vont du théâtre à la télévision, en passant par le cinéma et l'improvisation. 
Depuis 2001, elle collabore à l'émission satirique Infoman, où elle présente sa vision humoristique de l'actualité. Elle a de plus été animatrice ou co-animatrice de plusieurs émissions de télévision populaires dont Les 3 mousquetaires, Pouvez-vous répéter la question ?, À table et plus récemment Culturama. Elle est périodiquement invitée à la radio comme à la télévision pour commenter ou faire des chroniques sur l'actualité. À l'automne 2022, elle a débuté comme co-animatrice à la radio au 98,5 FM.
Avec son amie et complice Sylvie Dumontier, elle a créé les Galipau's, duo de chansons et sketchs inspiré des années 1960, mais avec un message féministe actuel.
Chantal Lamarre a endossé le rôle de marraine d'honneur de Parrainage civique Montréal, organisme ayant pour mission première de permettre la participation sociale des personnes vivants avec une déficience intellectuelle par plusieurs projets d'intégration sociale au sein de la communauté et, notamment, par le biais de jumelages avec des bénévoles. Il s'agit d'une initiative citoyenne inspirée et créée par le spécialiste et psychologue Wolf Wolfensberger.
En juillet 2025, Chantal Lamarre lance sont spectacle-cabaret "Steppettes et cornemuse", au Théâtre La Marjolaine, à Eastman, avant de partir en tournée au Québec, après une absence depuis 1983 sur la scène.
Elle est en couple avec le comédien Michel Laperrière. Ils ont deux enfants : Agathe et Timothée.

## Filmographie
- 1986-1988 : Rock et Belles Oreilles (série télévisée) : Rôles variés
- 1989 : Cruising Bar : Une punk
- 1989 : 100 Limite
- 1991 : Watatatow : Hélène Charbonneau
- 1993 : Matusalem : Une passante
- 2000 : Le grand blond avec un show sournois (série télévisée) : Chroniqueuse
- 2001 à aujourd'hui : Infoman (série télévisée) : Infogirl (habituellement appelée Chantal)
- 2002 : Caméra Café (série télévisée) : Claire Pouliotte (2002-2004)
- 2005 : Tout le monde tout nu! (série télévisée) : Animatrice
- 2006 : En attendant Ben Laden (série télévisée)
- 2007 : C'est juste de la TV (série télévisée) : Collaboratrice (2007-2008)
- 2008-2010 : Virginie
- 2009 : Avenirs possibles (épisodes documentaires) : Animatrice
- 2010 : Les lionnes
- 2013-2015 : On passe à l'histoire (série télévisée) : Animatrice[2]
- 2015 : Les dieux de la danse (série télévisée) : Juge
- 2015 : Subito texto (série télévisée) : Odile Nadeau-Gariépy
- 2022 : Des grelots dans le bungalow : Gayle Galipeau[3]

## Récompenses et distinctions

### Récompenses
Olivier de la meilleure mise en scène pour Un gars, c't'un gars, spectacle de l'humoriste Alex Perron.